# Reillanne
Reillanne település Franciaországban, Alpes-de-Haute-Provence megyében. Lakosainak száma 1730 fő (2022. január 1.). Reillanne Aubenas-les-Alpes, Céreste-en-Luberon, Montjustin, Sainte-Croix-à-Lauze, Saint-Michel-l’Observatoire, Vachères és Villemus községekkel határos.

## Népesség
A település népessége az elmúlt években az alábbi módon változott:
| Lakosok száma | 602  | 892  | 1197 | 1476 | 1557 | 1621 | 1675 | 1680 | 1697 | 1730 |
|               | 1968 | 1982 | 1990 | 2006 | 2013 | 2015 | 2017 | 2019 | 2020 | 2022 |